# Call to Power II
Call to Power II (appelé aussi CtP2) est un jeu de stratégie au tour par tour sorti en 2000 et fonctionne sur Windows. Le jeu a été développé puis édité par Activision et fait suite à Civilization: Call to Power.
À la sortie du jeu, Activision n'ayant pas voulu acheter les droits sur la série des Civilization, le jeu s'intitule simplement Call to Power II et non Civilization: Call to Power II comme on pourrait s'y attendre pour une suite.

## Ouverture du code
Activision a ouvert les codes sources du jeu le 23 octobre 2003 après des pressions de la part de certains développeurs et du site d'Apolyton (Activision ne voulant plus développer de patchs). Bien qu'ouvert, il n'est pas disponible sous une licence libre telle que la GPL mais sous une autre licence plus restrictive (une simple EULA permissive en fait). Elle permet de copier, modifier et compiler les codes sources : il faut toujours acheter la boîte du jeu pour obtenir les ressources du jeu (images, sons, cartes...); elle ne permet pas le contournement de la protection du CD non plus. Une version (encore instable) pour Linux a ainsi pu voir le jour.
En 2005, Stan Karpinski, un membre du site Apolyton, a développé une suite à Call to Power II appelée Ages of Man qu'Activision a refusé de publier.

## Publicité
La publicité du jeu a été portée par le slogan « Revivez l'histoire à votre goût ». L'affiche réutilisait le tableau de Jacques-Louis David, le Sacre de Napoléon.

## Accueil
| Call to Power II      |      |        |
| Média                 | Pays | Notes  |
| Computer Gaming World | US   | 3/5    |
| Eurogamer             | GB   | 9/10   |
| Gamekult              | FR   | 7/10   |
| GameSpot              | US   | 72 %   |
| Gen4                  | FR   | 12/20  |
| IGN                   | US   | 60 %   |
| Jeuxvideo.com         | FR   | 16/20  |
| Joystick              | FR   | 87 %   |
| Compilations de notes |      |        |
| Metacritic            | US   | 72 %   |
| GameRankings          | US   | 72,3 % |